# Řepice
Řepice (en allemand : Repitz) est une commune du district de Strakonice, dans la région de Bohême-du-Sud, en République tchèque. Sa population s'élevait à 465 habitants en 2020.

## Géographie
Řepice se trouve à 3 km au nord-est du centre de Strakonice, à 53 km au nord-ouest de České Budějovice et à 96 km au sud-sud-ouest de Prague.
La commune est limitée par Radomyšl au nord, par Rovná à l'est, par Slaník et Strakonice au sud et par Droužetice à l'ouest.

## Histoire
La première mention écrite du village date de 1251.